# Der Falke (Zeitschrift)
Der Falke (Untertitel: Journal für Vogelbeobachter) ist eine monatlich erscheinende ornithologische Zeitschrift im Aula-Verlag.
Der Falke veröffentlicht Berichte zur Avifauna in verschiedenen Ländern der Erde und zu aktuellen ornithologischen Themen in Deutschland. Dabei gibt es thematische und personelle Überschneidungen zu ornithologischen Fachgesellschaften und Verbänden wie dem Dachverband Deutscher Avifaunisten (DDA) und dem NABU. Bis zum Erscheinen des Magazins Vögel – Magazin für Vogelbeobachtung im Jahr 2004 war Der Falke die einzige Publikumszeitschrift für Vogelbeobachtung in Deutschland. Als stärker wissenschaftlich ausgerichtete Zeitschrift erscheint zum gleichen Themengebiet im Aula-Verlag die Zeitschrift Die Vogelwelt.
Der Falke erschien erstmals 1953 und hat eine Auflage von 14.000 Exemplaren (2019). Seit 2022 ist Wolfgang Fiedler Chefredakteur der Zeitschrift.